# Выдровка (приток Киевского Ёгана)
Выдровка — река в России, протекает по Александровскому району Томской области. Устье реки находится в 82 км по левому берегу реки Киевский Ёган. Длина реки составляет 26 км.

## Данные водного реестра
По данным государственного водного реестра России относится к Верхнеобскому бассейновому округу, водохозяйственный участок реки — Обь от впадения реки Васюган до впадения реки Вах, речной подбассейн реки — Васюган. Речной бассейн реки — (Верхняя) Обь до впадения Иртыша.

### Притоки (км от устья)
- 21 км: река Лесная (пр)